# Niccolò Piccolomini
Niccolò Piccolomini (Siena, ... – Siena, 21 settembre 1467) è stato un arcivescovo cattolico italiano.

## Biografia
Imparentato con  papa Pio II, divenne arcivescovo di Benevento nel 1464 morendo 3 anni dopo, nel 1467. In suo ricordo vi è una scritta impressa sul marmo nella chiesa di San Bernardino.
Di lui si ricorda l'avversione per il Regnum Pontificale, copricapo extraliturgico realizzato in velluto rosso.